# Monument à Henri IV (Nérac)
Le Monument à Henri IV, érigé en 1829 à Nérac, est une statue en bronze de Nicolas Raggi représentant le roi Henri IV.

## Historique

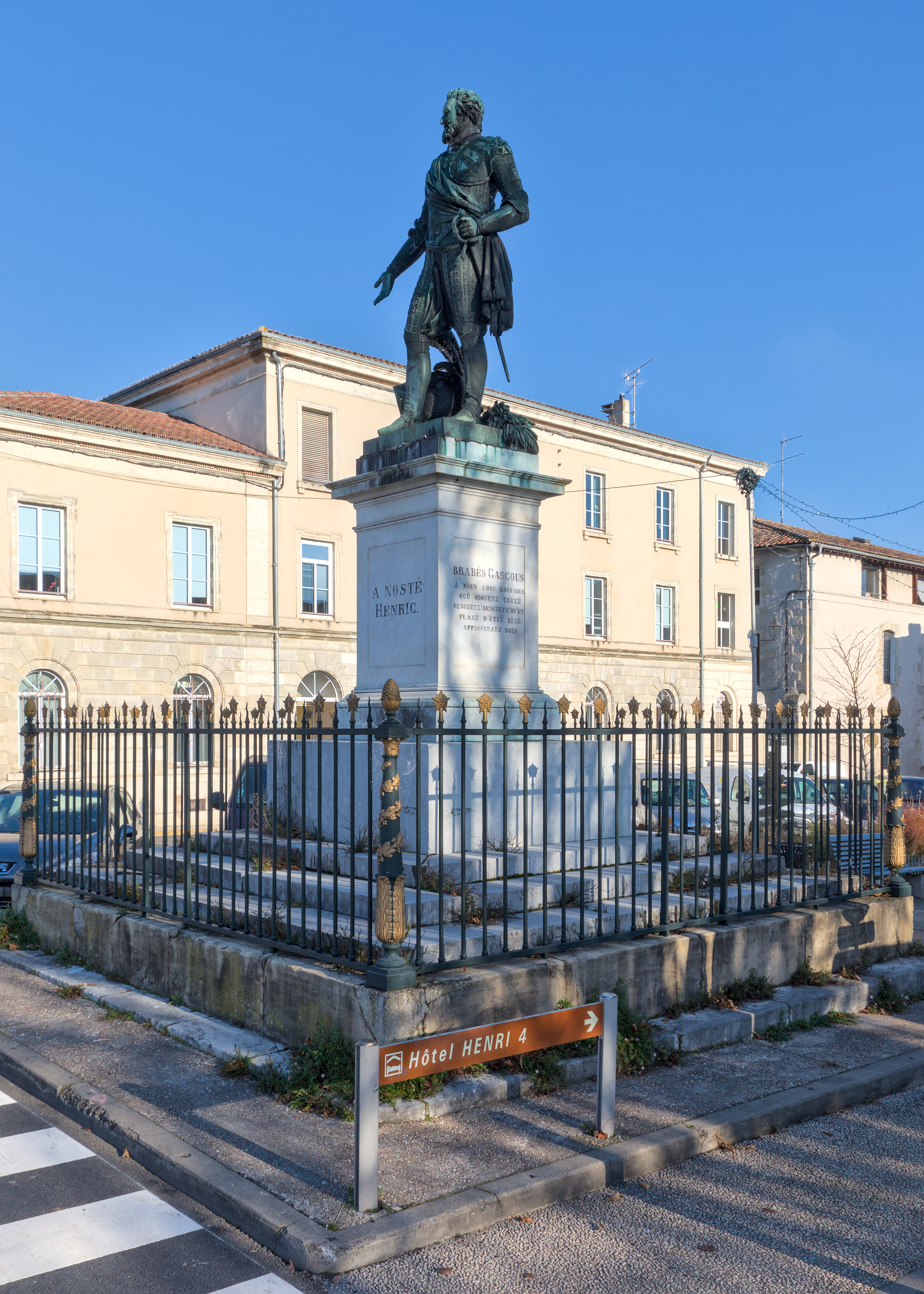

La statue est commandée en 1816 par Philippe Digeon de Monteton, comte de Digeon, député du Lot-et-Garonne qui, souhaitant se faire remarquer par Louis XVIII, lui propose d'offrir une statue du roi Henri IV à la ville de Nérac.
La statue en fonte est réalisée par Nicolas Raggi, élève de Lorenzo Bartolini.
L’œuvre est présentée au Salon de 1819 où elle remporte une médaille d’or. La statue arrive à Nérac en 1823.
Le monument est inauguré le 3 mai 1829 face à l'ancien château. Le monument a été transféré sur la place du Général-Leclerc en 1872.
La statue a été inscrite au titre des monuments historiques le 30 mai 1990.